# Ołeksandr Szakun
Ołeksandr Dmytrowycz Szakun, ukr. Олександр Дмитрович Шакун, rus. Александр Дмитриевич Шакун, Aleksandr Dmitrijewicz Szakun (ur. 10 grudnia 1952 w Krasnodarze, zm. 20 kwietnia 2017 w Ługańsku) – ukraiński piłkarz, grający na pozycji pomocnika, trener piłkarski.

## Kariera piłkarska

### Kariera klubowa
Wychowanek Szkoły Piłkarskiej Zoria Ługańsk. Pierwszy trener Borys Fomiczew. W 1969 rozpoczął karierę piłkarską w klubie Zoria Ługańsk, ale nie potrafił przebić się do gwiazdorskiego składu Zorii, dlatego w 1971 odszedł do Chimika Siewierodonieck. W latach 1974–1975 służył w wojskowym klubie SK Czernihów, po czym został piłkarzem Torpedo Taganrog, w którym w 1982 zakończył karierę piłkarską.

### Kariera reprezentacyjna
W latach 1967–1970 występował w juniorskiej reprezentacji ZSRR.

## Kariera trenerska
Po zakończeniu kariery piłkarskiej rozpoczął pracę trenerską. Od 1983 do 2009 pracował z przerwami w Szkole Piłkarskiej Zoria Woroszyłowgrad. W 1997 prowadził rodzimy klub Zoria Ługańsk, ale w końcu roku odszedł z klubu przez konflikt z kierownictwem. W sierpniu 1998 kierował zespołem w jednym meczu na stanowisku głównego trenera Zorii. Od 2010 pracuje w DJuFSz Zoria Ługańsk.

## Sukcesy i odznaczenia

### Odznaczenia
- tytuł Zasłużonego Trenera Ukrainy: 2007